# Rozel (Kansas)
Rozel – miasto w Stanach Zjednoczonych, w stanie Kansas, w hrabstwie Pawnee.